# 額基黑帶尖胸沫蟬
額基黑帶尖胸沫蟬（学名：Aphrophora horishana）为尖胸沫蟬科尖胸沫蟬屬下的一个种。